# Pashokia silhavyi
Pashokia silhavyi is een hooiwagen uit de familie Assamiidae.